# Provinz Otuzco
Die Provinz Otuzco liegt in der Region La Libertad im Nordwesten von Peru. Sie hat eine Fläche von 2110,77 km². Beim Zensus 2017 lebten 77.862 Menschen in der Provinz. 10 Jahre zuvor lag die Einwohnerzahl bei 88.817. Verwaltungssitz ist die Stadt Otuzco.

## Geographische Lage
Die Provinz Otuzco liegt zentral in der Region La Libertad etwa 55 km ostnordöstlich der Großstadt Trujillo in der peruanischen Westkordillere. Die Provinz hat eine maximale Längsausdehnung in WNW-OSO-Richtung von etwa 74 km. Die Flüsse Río Chicama (Río Huancay) und Río Moche (Río Otuzco) entwässern das Gebiet zum Pazifischen Ozean hin.
Die Provinz Otuzco grenzt im Norden an die Provinz Gran Chimú, im Nordosten an die Provinz Cajabamba (Region Cajamarca), im Osten an die Provinz Sánchez Carrión, im Südosten an die Provinzen Santiago de Chuco und Julcán, im Westen an die Provinz Trujillo sowie im Nordwesten an die Provinz Ascope. 

## Verwaltungsgliederung
Die Provinz Otuzco gliedert sich in folgende zehn Distrikte. Der Distrikt Otuzco ist Sitz der Provinzverwaltung.
| Distrikt   | Verwaltungssitz |
| ---------- | --------------- |
| Agallpampa | Agallpampa      |
| Charat     | Charat          |
| Huaranchal | Huaranchal      |
| La Cuesta  | La Cuesta       |
| Mache      | Mache           |
| Otuzco     | Otuzco          |
| Paranday   | Paranday        |
| Salpo      | Salpo           |
| Sinsicap   | Sinsicap        |
| Usquil     | Usquil          |